# La Trinidad, Nicaragua
La Trinidad är en kommun (municipio) i Nicaragua med 21 957 invånare.  Den ligger i den bergiga västra delen av landet, 24 km sydost om Estelí, i departementet Estelí. La Trinidad är känd för sina bagerier, som exporterar bröd till stora delar av Nicaragua. 

## Geografi
La Trinidad gränsar till kommunerna Estelí och San Rafael del Norte i norr, Jinotega och Sébaco i öster, San Isidro i söder, samt San Nicolás i väster. Kommunens största tätort är centralorten La Trinidad, med 8 268 invånare (2005). Kommunens övriga större orter är Las Cañas och San Francisco, med 1 010 respektive 1 722 invånare.

## Historia
I kommunen finns det flera arkeologiska fyndplatser, i exempelvis La Cabaña, Cueva de Oyanka och Boca de las Minas, samt flera petroglyfer.
Kommunen La Trinidad grundades som en pueblo någon gång mellan 1820 och 1838. År 1962 upphöjdes La Trinidad från rangen av villa till ciudad (stad).

## Transporter
La Trinidad ligger vid den Panamerikanska landsvägen och har därför goda vägförbindelser med större delen av landet.

## Kultur
Los Mokuanes, en populär musikgrupp från 1960-talet, kom från La Trinidad.

## Bilder
|  |  |